# Bruno Rauscher
Bruno Rauscher (* 15. Juli 1931 in Prachatitz/Böhmerwald; † 18. Januar 2013) war ein deutscher Jurist und Richter am Bundessozialgericht.

## Leben
Rauscher studierte ab 1951 Rechtswissenschaft an den Universitäten Erlangen und München. Seit 1951 war er Mitglied der katholischen Studentenverbindung KDStV Frankonia (Czernowitz) Erlangen. Im Jahr 1955 legte er das erste, 1959 das zweite juristische Staatsexamen ab. Er wurde 1960 zunächst Richter am Sozialgericht Augsburg. 
Nach einer Abordnung zum Bundesministerium für Arbeit und Sozialordnung 1961/1962 wurde Rauscher 1969 zum Landessozialgerichtsrat beim Bayerischen Landessozialgericht ernannt.
Im März 1971 wurde er Richter am Bundessozialgericht, in dessen 5. Senat er für die Knappschaftsversicherung, die bergbauliche Unfallversicherung und die Arbeiterrentenversicherung zuständig war. Im Juli 1977 trat Rauscher in den 1. Senat ein; von Januar 1979 bis Ende Januar 1985 war er dessen stellvertretender Vorsitzender. Im Februar 1985 wurde Rauscher Vorsitzender Richter des damals für die Arbeiterrentenversicherung, die Kriegsopferversorgung, für Sozialversicherung für Landwirte und für das Bundeserziehungsgeldgesetz zuständigen 4. Senats des Bundessozialgerichts. Dieses Amt übte er bis zu seiner Pensionierung am 30. April 1996 aus.
Bruno Rauscher war Mitglied des Präsidiums und des Präsidialrats des Bundessozialgerichts. Als Referent und als Vorsitzender der richterlichen Dokumentationskommission wirkte er über acht Jahre lang am Aufbau des Teilbereichs „Sozialrechtsdokumentation“ der juristischen Datenbank Juris mit.

## Schriften
- Von der Territorialität der Sozialgesetze. Zugleich ein Beitrag zu § 30 des Allgemeinen Teils des Sozialgesetzbuches. VSSR 1983, 319. ISSN 0301-2999
- Rechtsfortbildung durch Richterrecht in den Rentenversicherungen der Arbeiter und Angestellten. In: Deutscher Sozialrechtsverband, Georg Wannagat (Hrsg.): Festgabe aus Anlaß des 100jährigen Bestehens der sozialgerichtlichen Rechtsprechung. Carl Heymanns Verlag. Köln. 1984. ISBN 3-452-19757-3, Seite 375–398.